# 6516 Gruss
6516 Gruss è un asteroide della fascia principale. Scoperto nel 1988, presenta un'orbita caratterizzata da un semiasse maggiore pari a 2,3368999 UA e da un'eccentricità di 0,2000441, inclinata di 1,69698° rispetto all'eclittica.